# Partikularkonzil
Partikularkonzilien sind nach dem geltenden Recht der Lateinischen Kirche das Plenarkonzil und das Provinzialkonzil (439  CIC). Es handelt sich um eine Versammlung einer Teilkirche, im Unterschied zum Ökumenischen Konzil, das eine Versammlung der Gesamtkirche ist.

## Konzile
Die Konzilien (oder auch – früher synonym gebraucht – Synoden) sind die ältesten Synodaleinrichtungen der katholischen Kirche. Ihr Ursprung liegt im 2. Jahrhundert n. Chr. in der Versammlung mehrerer Bischöfe einer bestimmten Region, auf der wichtige theologische oder kirchenpolitische Fragen erörtert wurden. Die Bedeutung der Beschlüsse reichte oft über die Bistümer der teilnehmenden Bischöfe hinaus. Als die Kirche zunehmend eine feste rechtliche Verfassung erhielt, bildeten sich die Begriffe Provinzialkonzil und Plenarkonzil heraus.

### Plenarkonzil
Das Plenarkonzil bezeichnet eine Versammlung der Bischöfe eines bestimmten Landes (auch Nationalkonzil). Es kam im Laufe der Zeit nur sehr selten zum Einsatz. An seine Stelle traten ab dem 19. Jahrhundert die Bischofskonferenzen, die seit der Reform des Kirchenrechts nach dem Zweiten Vatikanischen Konzil unter bestimmten Umständen auch exekutive Befugnisse haben. Dennoch sind die Plenarkonzilien weiterhin im Kirchenrecht vorgesehen. Heute ist es ein Partikularkonzil für ein und dieselbe Bischofskonferenz (can 439 § 1 CIC). Existiert in dem Bereich einer Bischofskonferenz nur eine Kirchenprovinz, so ist dort nur die Einberufung eines Plenarkonzils möglich (can 439 § 2 CIC).

#### Einberufung
Die Einberufung eines Plenarkonzils obliegt der jeweiligen Bischofskonferenz (can. 441, Nr. 1 CIC). Es tritt so oft zusammen, wie es der Bischofskonferenz notwendig oder nützlich erscheint. Der Beschluss der Bischofskonferenz bedarf der Genehmigung des Apostolischen Stuhls (can 439 § 1 CIC).

#### Ordnung
Die Ordnung des Plenarkonzils wird von der Bischofskonferenz bestimmt. Als Herrin der Versammlung bestimmt sie allein über Beginn, Dauer, Vertagung, Verlegung und Abschluss des Konzils. Ferner erlässt sie die Konzilsordnung, die die Geschäftsordnung, das außerordentliche Teilnahmerecht und das Gastrecht regelt.

#### Vorsitz
Die Bischofskonferenz wählt aus der Reihe der ihr zugehörigen Diözesanbischöfe den Konzilspräsidenten (can 441 Nr. 3 CIC). Seine Wahl bedarf der Bestätigung des Apostolischen Stuhls. Die erforderliche Mehrheit ist gemeinrechtlich nicht festgelegt.

#### Beratungsgegenstände
Das Konzil kann nur über die von der Bischofskonferenz bestimmten Gegenstände bestimmen. Insofern unterscheidet sich die Versammlung vom Ökumenischen Konzil, das weitere Beratungsgegenstände hinzufügen darf, die aber vom Papst bestätigt werden müssen.

### Provinzialkonzil

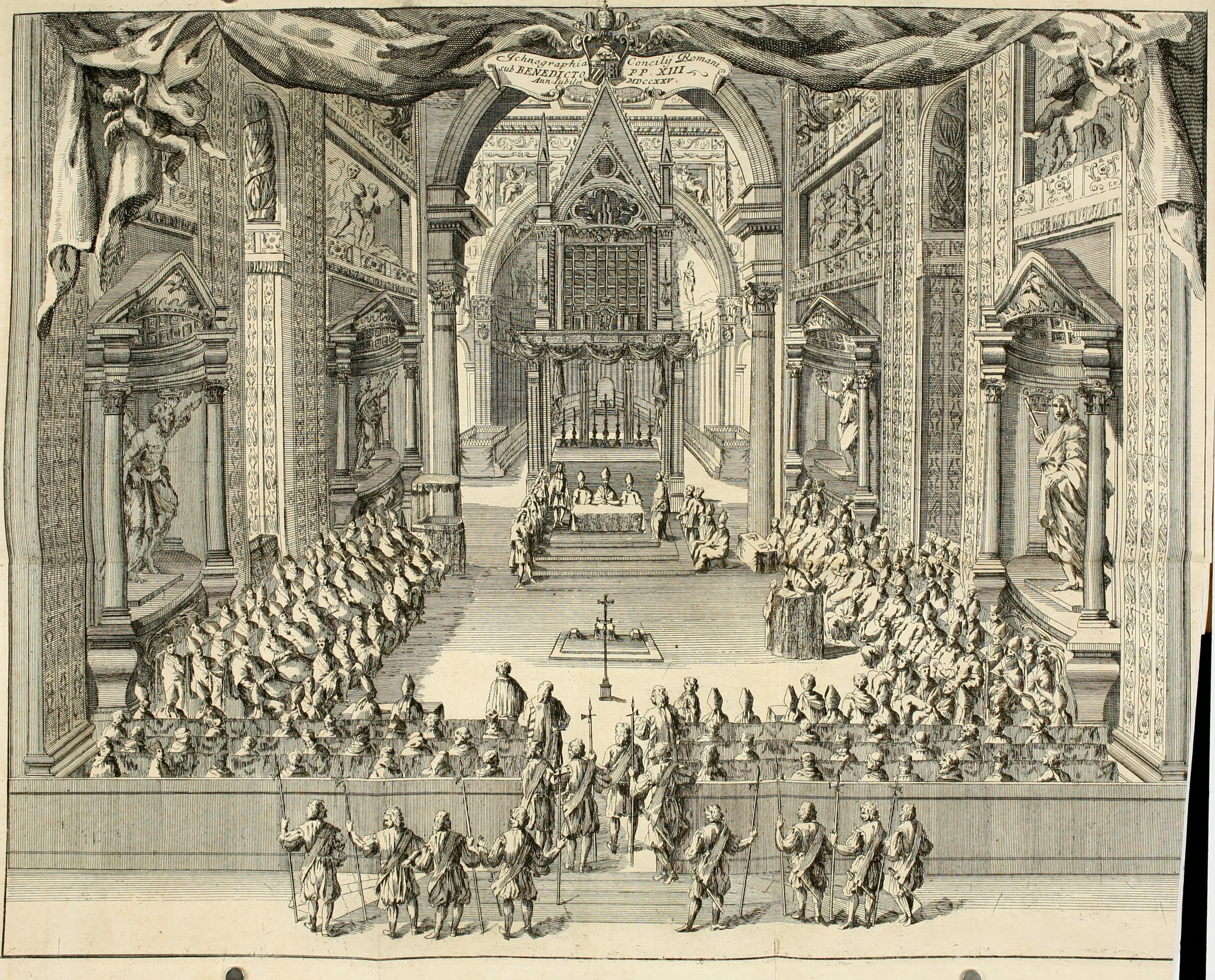
Römisches Provinzialkonzil 1725 mit Papst Benedikt XIII.

Das Provinzialkonzil (auch Provinzialsynode) ist eine Versammlung der Bischöfe einer Kirchenprovinz unter Vorsitz des jeweiligen Metropoliten. Es stellt in der Kirchengeschichte die häufigerere Variante eines Partikularkonzils dar. Lange Zeit war die regelmäßige Abhaltung eines Provinzialkonzils vorgeschrieben, konnte jedoch in der Realität selten eingehalten werden. Obwohl das Konzil von Trient die Pflicht zur Abhaltung von Provinzialkonzilien erneuerte, wurde die Einrichtung in den meisten Gegenden der Kirche praktisch bedeutungslos.

#### Einberufung
Ein Provinzialkonzil kann nicht einberufen werden, wenn die Kirchenprovinz die einzige im Gebiet einer Bischofskonferenz ist. In diesem Fall können nur Plenarkonzilien stattfinden. Anders als das Plenarkonzil ist für die Einberufung eines Provinzialkonzils keine besondere Genehmigung nötig. Das Einberufungsrecht liegt jedoch allein beim Metropoliten der Kirchenprovinz; demgemäß kann ein Provinzialkonzil weder gegen dessen Willen noch bei Vakanz des Metropolitansitzes einberufen werden (can 440 § 2, 442 CIC). Die Entscheidung zur Einberufung eines Provinzialkonzils trifft der Metropolit mit der Mehrheit der Stimmen seiner Suffraganbischöfe.

#### Rechte des Metropoliten
Dem Metropoliten obliegt das Recht zur Bestimmung des Konzilsortes (can 442 § 1 Nr. 2 CIC). Er bestimmt die Verhandlungsgegenstände und die Geschäftsordnung und befindet über die Dauer, die Verlegung, die Vertagung und Beendigung des Konzils (can 442 § 1 Nr. 3 CIC). Er hat die Versammlung selbst zu leiten, wenn er nicht rechtmäßig verhindert ist. In diesem Fall obliegt die Leitung einem von den anwesenden Diözesanbischöfen aus ihrer Mitte gewählten Vertreter (can 442 § 2 CIC). Der Stellvertreter verfügt jedoch nicht über die genannten Organisationsrechte.

## Teilnahmeordnung
Die Rechte der Teilnehmer sind zu unterscheiden in Mitgliedschaft und Gastrecht, ordentliche und außerordentliche Mitgliedschaft, entscheidendes und beratendes Stimmrecht.

### Mitgliedschaft und Gastrecht
Mitglied eines Partikularkonzils ist jeder, der über Teilnahmerecht von Rechts wegen oder durch rechtmäßige Einladung verfügt und dabei entscheidendes oder beratendes Stimmrecht innehat (can 443 § 1-5 CIC). Die Mitglieder sind zur Teilnahme verpflichtet. Bei rechtmäßiger Verhinderung eines Mitglieds mit entscheidendem Stimmrecht kann ein Vertreter entsandt werden, der dann jedoch nur über beratendes Stimmrecht verfügt (can 444 § 2 CIC). Die Mitgliedschaft unterteilt sich in ordentliche und außerordentliche Mitgliedschaft.
Ordentliche Mitglieder sind gem can 443 § 1 und 3 CIC:
- die Diözesanbischöfe
- die Bischofskoadjutoren und Auxiliarbischöfe (Weihbischöfe)
- andere Titularbischöfe, die in dem Gebiet ein besonderes vom Apostolischen Stuhl oder der Bischofskonferenz übertragenes Amt ausüben, etwa der Apostolische Nuntius.
- die Generalvikare und Bischofsvikare
- gewählte höhere Obere von Ordensinstituten und Gesellschaften des apostolischen Lebens, wobei die Anzahl von der Bischofskonferenz bzw. dem Metropoliten und seinen Suffraganbischöfen bestimmt wird
- die Rektoren der katholischen Universitäten und die Dekane der katholischen und kanonistischen Fakultäten
- einige Rektoren der Priesterseminare des Gebiets, die Zahl wird von der Bischofskonferenz bzw. dem Metropoliten und seinen Suffraganbischöfen bestimmt

Außerordentliche Mitglieder sind nach besonderer Einladung gem can 443, § 2 und 4 CIC:
- im Gebiet wohnende Titularbischöfe, auch wenn sie im Ruhestand sind
- Priester und andere Gläubige, deren Zahl die Hälfte der bereits genannten Mitglieder nicht übersteigen darf

Zu Partikularkonzilien können Gäste geladen werden, die über Beobachterstatus verfügen. Sie können jedoch auch um ihre Meinungsäußerung gebeten werden. An Abstimmungen können sie nicht teilnehmen. Über die Einladung von Gästen bestimmt beim Plenarkonzil die Bischofskonferenz, beim Provinzialkonzil der Metropolit zusammen mit den Suffraganbischöfen (can 443 § 6 CIC).

### Stimmrecht
Entscheidendes Stimmrecht kommt allen Bischöfen zu, die in ordentlicher oder außerordentlicher Weise Mitglieder des Konzils sind. Wenigstens die Schlussabstimmung über die Konzilsdokumente ist den Mitgliedern mit entscheidendem Stimmrecht vorbehalten.
Beratendes Stimmrecht haben alle anderen Mitglieder des Konzils.

## Aufgabe und Amtsgewalt
Partikularkonzilien treten zusammen, um über gemeinsame seelsorgliche Erfordernisse im jeweiligen Gebiet zu beraten und zu beschließen. Die Beschlüsse sind dabei am übergeordneten Recht der Kirche auszurichten, das von den Beschlüssen nicht tangiert werden darf. Primäre Aufgaben sind die Förderung des Glaubens und der Sitten, die Organisation des gemeinsamen seelsorglichen Wirkens und die Bewahrung, die Einführung und der Schutz der allgemeinen kirchlichen Disziplin.
Zur Durchsetzung seiner Aufgabe verfügt das Partikularkonzil über jede erforderliche Gewalt, sowohl legislative als auch exekutive. Die früher nicht unbedeutende rechtsprechende Gewalt ist heute durch das allgemeine Kirchenrecht stark eingeschränkt, aber nicht völlig ausgeschlossen.

## Abschluss des Partikularkonzils
Gemäß can 446 CIC hat der Konzilspräsident nach Abschluss des Partikularkonzils alle Konzilsakten dem Apostolischen Stuhl, genauer der Kongregation für die Bischöfe vorzulegen. Die vom Konzil beschlossenen Dekrete dürfen erst nach Überprüfung durch den Apostolischen Stuhl promulgiert werden.

## Partikularkonzilien in der kirchlichen Praxis
Trotz des Wunsches des Zweiten Vatikanischen Konzils ist es nicht zu einer Wiederbelebung der Konzilstätigkeit auf partikularer Ebene gekommen. Entscheidendes Organ für die gemeinsame Ausübung der Hirtensorge ist mehr denn je die durch Rechtsreformen erheblich gestärkte Bischofskonferenz eines jeweiligen Landes.